# Bhuvanagiri
Bhuvanagiri (o Bhavanagiri, Bliuvanagiri) è una suddivisione dell'India, classificata come town panchayat, di 19.876 abitanti, situata nel distretto di Cuddalore, nello stato federato del Tamil Nadu. In base al numero di abitanti la città rientra nella classe IV (da 10.000 a 19.999 persone).

## Geografia fisica
La città è situata a 11° 28' 0 N e 79° 37' 60 E e ha un'altitudine di 10 m s.l.m..

## Società

### Evoluzione demografica
Al censimento del 2001 la popolazione di Bhuvanagiri assommava a 19.876 persone, delle quali 9.921 maschi e 9.955 femmine. I bambini di età inferiore o uguale ai sei anni assommavano a 2.312, dei quali 1.203 maschi e 1.109 femmine. Infine, coloro che erano in grado di saper almeno leggere e scrivere erano 14.161, dei quali 7.798 maschi e 6.363 femmine.